# 川里中央公園

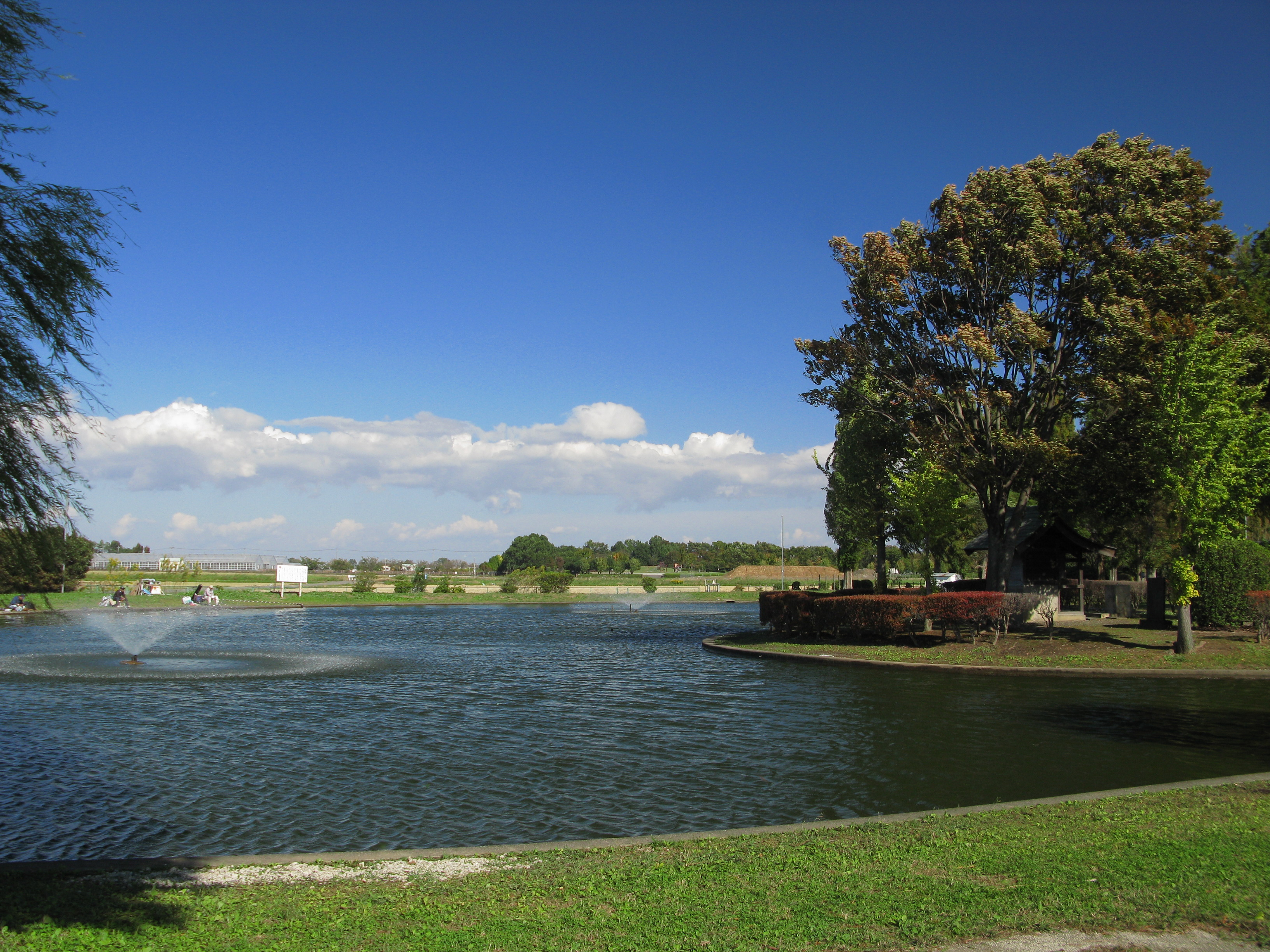
弁天沼（2012年10月）

川里中央公園（かわさとちゅうおうこうえん）は、埼玉県鴻巣市（川里地区）にある、鴻巣市（旧・北埼玉郡川里町）が設置、管理・運営する公園である。

## 概要
この公園は、かつて周辺一帯に所在していた屈巣沼の一部を造成・整備し、開発した公園である。
公園内には弁天池という池が所在しており、ヘラブナ釣りを行うことが可能である。またこの弁天池は2011年（平成23年）3月11日に発生した東日本大震災により護岸が池側に傾き、崩落の危険性が生じた。このため立入禁止となっていたが、2012年（平成24年）2月1日より利用可能となった。

## 施設
- 野球場
- かわさとグラウンドゴルフ場
- テニスコート
- 多目的グラウンド
- 弁天池
- 駐車場

## 所在地
- 埼玉県鴻巣市関新田字十番1780-1

## 交通
- 鴻巣駅東口または北鴻巣駅より鴻巣市コミュニティーバス『フラワー号』「広田・共和コース」に乗車、「ふるさと館」にて下車、バス停より南南西方へ道程約800m。コミュニティバスの運賃はいずれも一般150円・小中高生および65歳以上100円（1日乗車券は一般300円・小中高生および65歳以上200円）[4]。

## 周辺・関連項目
- 屈巣沼
- 埼玉県種苗センター
- 野通川
- 鴻巣市立川里中学校
- 鴻巣市立川里図書館
- 埼玉県央広域消防組合鴻巣消防署 川里分署
- 川里ひまわり保育園
- 川里農業研修センター
- ほくさい農業協同組合川里農機センター
- 鴻巣市立屈巣小学校
- 鴻巣カントリークラブ（ゴルフ場）